# Gilten
Gilten ist eine Gemeinde im Aller-Leine-Tal in der Samtgemeinde Schwarmstedt im niedersächsischen Landkreis Heidekreis.

## Geographie

### Lage
Die Gemeinde erstreckt sich auf einer Fläche von 33,37 km². Durch das Gemeindegebiet verläuft die Bundesstraße 214. Nordöstlich der Gemeinde fließt die Leine in die Aller.

### Gemeindegliederung (Ortsteile)
- Eschenworth
- Gilten (Kernort)
- Grewiede
- Hufe
- Nienhagen
- Norddrebber
- Suderbruch

## Geschichte
Alte Bezeichnungen des Ortes sind 1242 Gelthene, Geltene, 1265 G(h)iltene und 1275 Ghiltenem. Trotz dieser verschiedenen Ortsnamen-Varianten ist der Name wohl auf Giltun zurückzuführen. Die Bedeutung bezieht sich auf althochdeutsch „zun“ für „Zaun“, altfriesisch „tun“ für „Zaun, Bauerngut“, niederländisch „tuin“ für „Garten“, altnordisch „tun“ für „Zaun“, „eingezäuntes Stück Land“, „Dorf“. Die Bedeutung des Ortsnamens Gilten bezieht sich als „Tal mit Bach“ auf die von Aller, Leine und Alte Leine gebildete Senke.
Der Ort und damit die Pfarre gehörten zur Diözese Minden. Im Laufe des 14. Jahrhunderts wurde ein Teil der Pfarre an das Kloster Walsrode verschenkt. Anfang des 20. Jahrhunderts wurde die Bahnstrecke von Verden nach Schwarmstedt gebaut, diese wurde im Jahre 1988 stillgelegt. Zwischen 1911 und 1928 wurde in Gilten Kalisalz abgebaut. Im Jahre 1848 gab es 43 Hausstellen im Ort und drei landtagsfähige Höfe. Nach dem Zweiten Weltkrieg wuchs Gilten auf etwa 400 Einwohner an. Die Gemeinde hatte 2004 etwa 1150 Einwohner.
Im Zuge der Gebietsreform in Niedersachsen wurden die zuvor selbständigen Gemeinden Nienhagen, Norddrebber und Suderbruch am 1. März 1974 in die Gemeinde Gilten eingemeindet.

## Politik

### Gemeinderat
Der Rat der Gemeinde Gilten besteht aus 10 Ratsfrauen und Ratsherren. Dies ist die festgelegte Anzahl für eine Gemeinde mit einer Einwohnerzahl zwischen 1001 und 2000 Einwohnern. Die Ratsmitglieder werden durch eine Kommunalwahl für jeweils fünf Jahre gewählt.  
Stimm- und sitzberechtigt im Rat der Gemeinde ist außerdem der amtierende Bürgermeister.
Bei der letzten Kommunalwahl 2021 ergab sich folgende Sitzverteilung:
| Gemeinderat 2021Insgesamt 11 Sitze - BLG: 7 - CDU: 4 |

Die vorherigen Kommunalwahlen ergaben die folgenden Sitzverteilungen:
| Kommunalwahl       | Bürgerliste Gilten (BLG) | CDU        | Gesamt   |
| ------------------ | ------------------------ | ---------- | -------- |
| 11. September 2016 | 6 (58,4 %)               | 5 (41,6 %) | 11 Sitze |
| 11. September 2011 | 7 (59,6 %)               | 4 (40,4 %) | 11 Sitze |

### Bürgermeister
Der Bürgermeister ist Erich Lohse (BLG). Seine Stellvertreter sind Henrik Rump (CDU) und Hermann Siemer (BLG).

## Kultur und Sehenswürdigkeiten
Bauwerke
- Der älteste Teil der St.-Pauli-Kirche in Gilten wurde um 1450 errichtet. Bis 1775 diente die Kirche den Herren von Gilten als Erbbegräbnisstätte. Die Kirche enthält eine gotische Sakristei von 1480 und einen Chorraum von 1595. Das Fachwerkkirchenschiff ist von 1766. Der Kirchturm besteht aus Raseneisenstein.
- St.-Katharinen-Kirche in Suderbruch von 1851

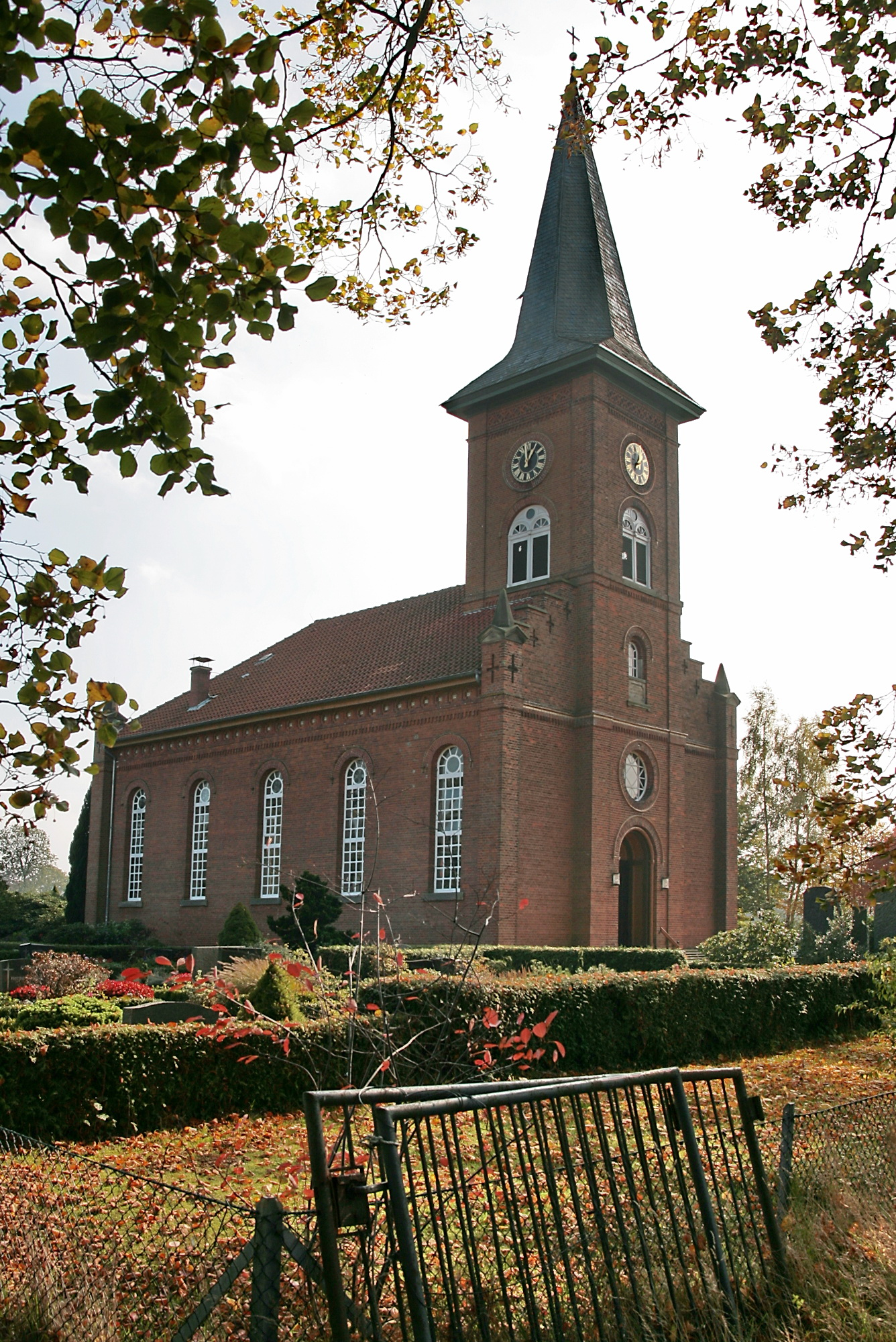
St.-Katharinen-Kirche in Suderbruch
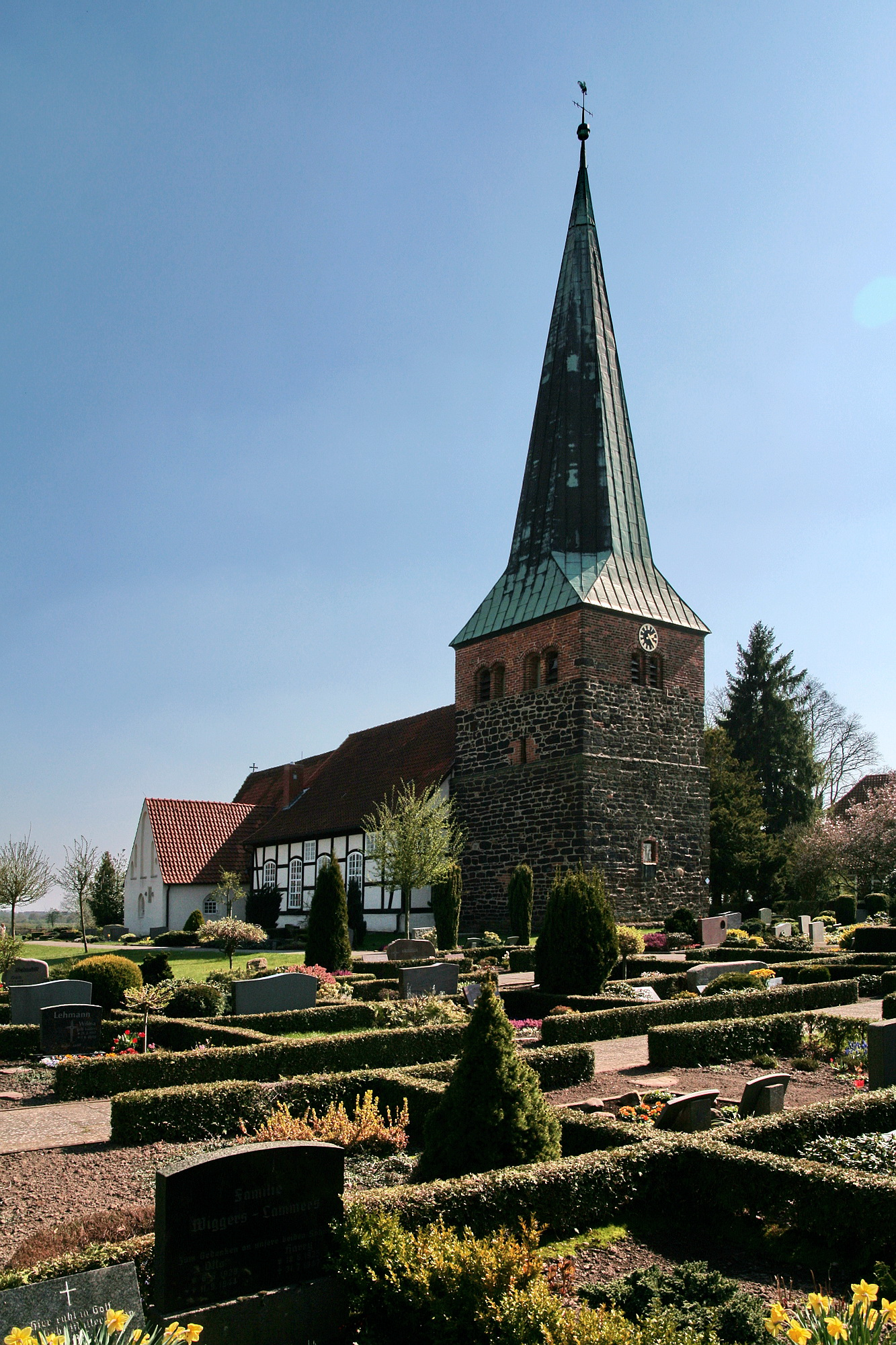
St.-Pauli-Kirche in Gilten
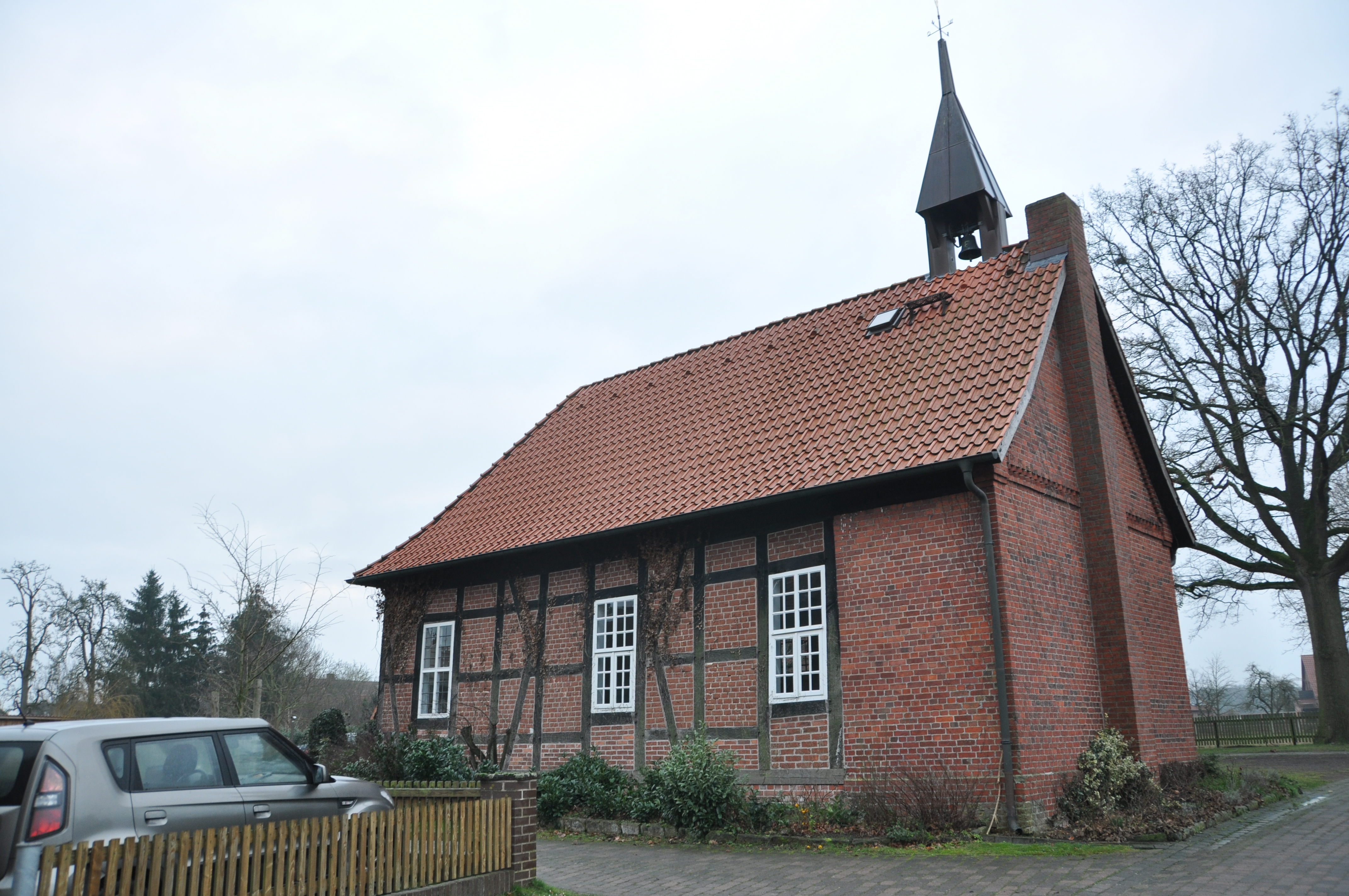
St.-Gertrud-Kapelle in Norddrebber/Gilten

## Wirtschaft und Infrastruktur

### Verkehr
Gilten verfügt über eine Anbindung an die Bundesstraße 214 sowie die L 191.
In der Nähe befindet sich die A 7 sowie der Bahnhof „Schwarmstedt“ im benachbarten Schwarmstedt.